# Jean Marsaudon
Jean Marsaudon, né le 3 mai 1946 à Paris et mort le 18 septembre 2008 dans la même ville, est un homme politique français. Membre du Rassemblement pour la République puis de l’Union pour un mouvement populaire, il est député de la septième circonscription de l'Essonne, conseiller général du canton de Savigny-sur-Orge et maire de Savigny-sur-Orge.

## Biographie

### Origines et vie familiale
Jean Marsaudon est né le 3 mai 1946 à Paris et mort le 18 septembre 2008 à Savigny-sur-Orge des suites d’une leucémie,.
Jean Marsaudon est ingénieur thermicien.

### Carrière politique
Issu du gaullisme, Jean Marsaudon devient conseiller municipal d’opposition le 16 novembre 1980 face au maire communiste Michel Bockelandt. Il remporte les élections municipales de 1983 et les élections cantonales partielles le 13 mars 1983 et est élu maire de Savigny-sur-Orge et conseiller général du canton de Savigny-sur-Orge. Il est réélu lors des élections cantonales de 1988 et devient vice-président du Conseil général de l'Essonne. Il remporte ensuite les élections municipales de 1989 puis les élections législatives de 1993 avec 55,29 % des voix contre la députée sortante socialiste Marie-Noëlle Lienemann. Atteint par la règle de cumul des mandats, il abandonne son siège de conseiller général. Il remporte les élections municipales de 1995. Président de la fédération RPR de l’Essonne, en 1997 soutenu par les instances nationales, il s’oppose au président du conseil général de l'Essonne Xavier Dugoin lors des poursuites judiciaires à son encontre. Cette même année, il remporte les élections législatives avec 50,43 % des voix contre Marie-Noëlle Lienemann. Il remporte les élections municipales de 2001 dès le premier tour avec 52,17 % des suffrages puis les élections législatives de 2002 avec 53,72 % des voix. Lors des élections législatives de 2007 il est réélu avec 52,04 % des voix et remporte les élections municipales de 2008 dès le premier tour avec 50,12 % des suffrages. Décédé le 18 septembre 2008, il est remplacé à l’Assemblée nationale par sa suppléante Françoise Briand et à la mairie par sa seconde de liste Laurence Spicher-Bernier. Une avenue porte depuis 2010 son nom dans la commune dont il fut maire.

## Pour approfondir